# Società Anonima Costruzione Ferroviarie e Meccaniche
La Società Anonima Costruzione Ferroviarie e Meccaniche, in sigla SACFEM, fu una società anonima metalmeccanica fondata a Firenze nel 1906.

## Storia
Fondata nel 1906 da diciannove azionisti; tra cui la Banca di Firenze.
L’anno successivo si iniziò la costruzione di due stabilimenti: uno ad Arezzo ed uno a Pistoia. Nel 1908 a causa di non specificati intoppi burocratici la società decise di abbandonare la costruzione dello stabilimento pistoiese per concentrarsi su quello aretino. 
Nel 1915, la forza lavoro dello stabilimento di Arezzo si attestava sulle 265 unità. Durante la Prima Guerra Mondiale la produzione ferroviaria, a causa della forte richiesta bellica, crebbe molto; la SACFEM tuttavia si dedicò anche alle produzioni di Armi, Munizioni, motori per aeroplani (in particolare il tipo S.P.A. – Società Piemontese Automobili), riparazioni e costruzione di aeroplani. Con la fine delle commesse statali, la SACFEM, come tutte le aziende simili andò in crisi. La forte concorrenza nella costruzione e riparazioni dei materiali rotabili e la bassa richiesta portò al crollo dei prezzi. Si continuò quindi con una ricerca di diversificazione sia da un punto di vista di clienti sia da un punto di vista di prodotti (ad esempio costruzioni metalliche come strutture per aviorimesse o gru).
Nel 1943 lo stabilimento subì moltissimi danni a causa dei bombardamenti. Nel 1968 vennero create tre nuove società, una per l’ambito edile, una per il tessile e un'altra per l’agricolo, controllate da una holding (la NUOVA SACFEM). Nel 1969 si iniziò a costruire il nuovo stabilimento di Arezzo; due anni dopo i lavori finirono e vi fu il trasferimento delle lavorazioni; contestualmente il reparto ferroviaria fu chiuso. Il vecchio stabilimento, chiamato "il Fabbricone", fu demolito e sostituito da un nuovo quartiere residenziale. 
Nel 1978 le tre società furono liquidate e assorbite nelle NUOVA SACFEM con capitale suddiviso al 10% Bastogi e 90% Ursus Peroni; tuttavia già l’anno successivo la Bastogli prende il totale controllo della società che ha circa 500 dipendenti. Nel 1983 è dichiarato il fallimento della Nuova SACFEM.